# Příštpo

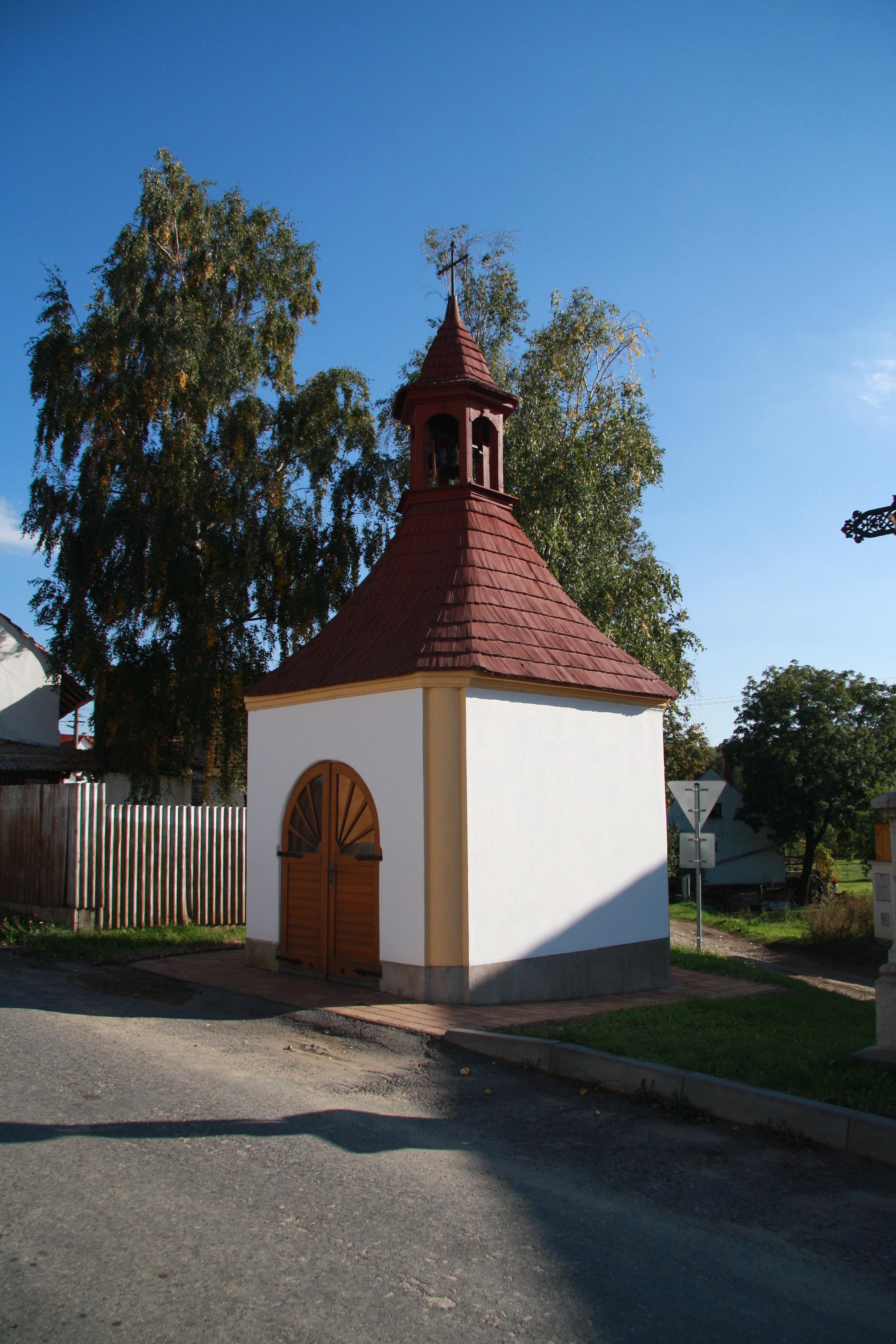
Kapelle

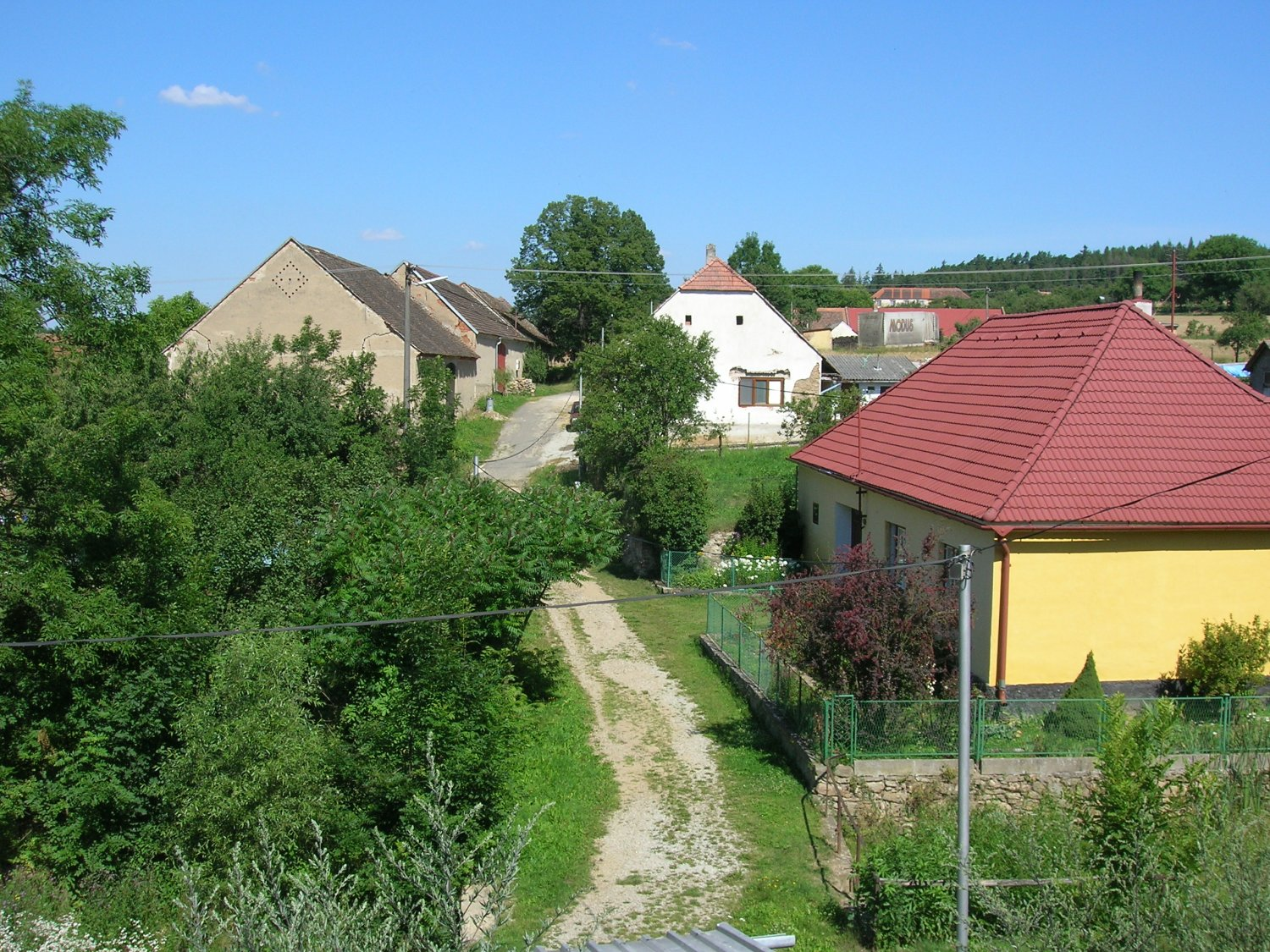
Nordwestlicher Teil des Dorfes

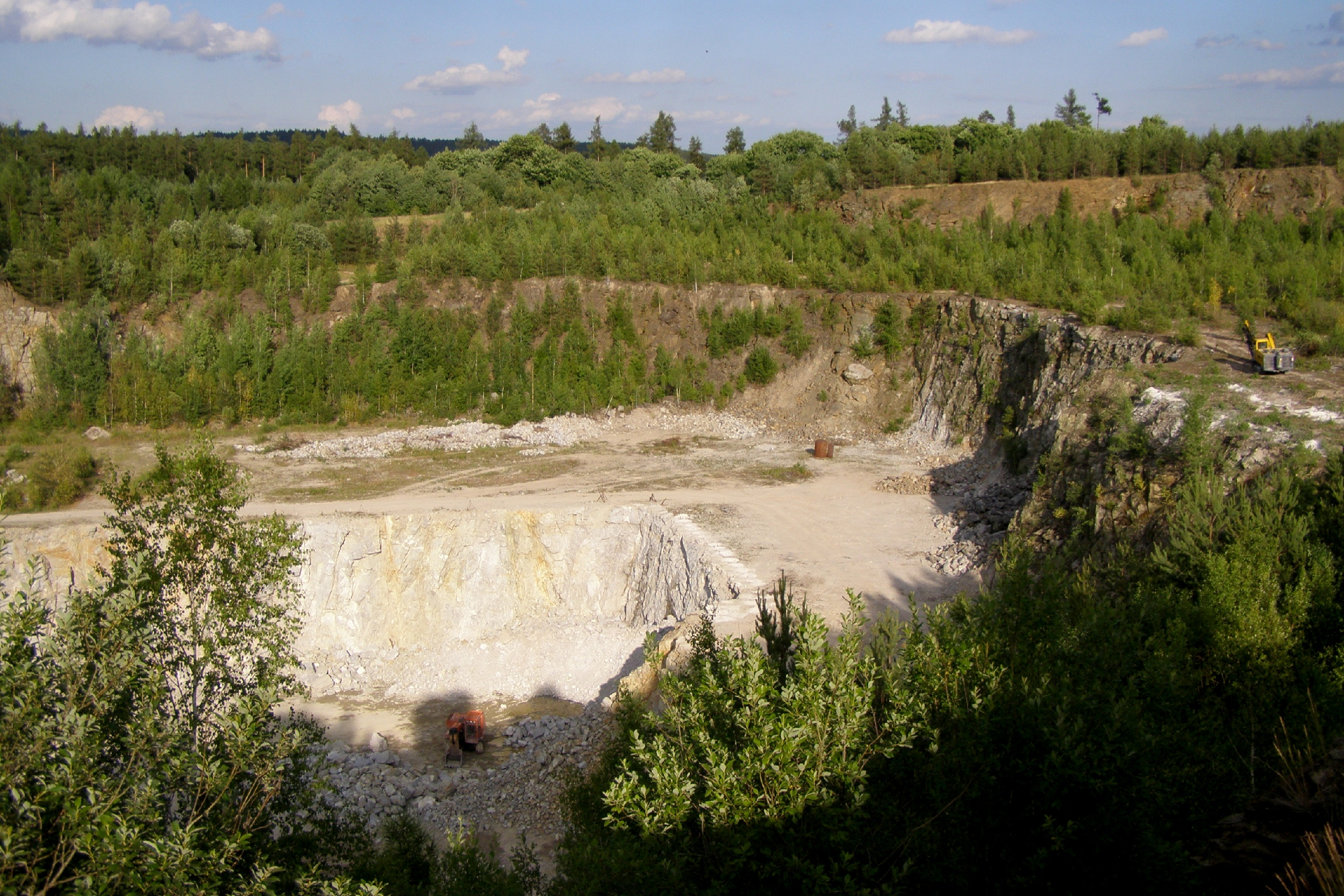
Steinbruch am Královec vor seiner Stilllegung

Příštpo (deutsch Przispach, auch Priesbach) ist eine Gemeinde in Tschechien. Sie liegt vier Kilometer südöstlich von Jaroměřice nad Rokytnou und gehört zum Okres Třebíč.

## Geographie
Příštpo befindet sich am linken Ufer der Rokytná in der Jevišovická pahorkatina (Jaispitzer Hügelland). Nordöstlich erheben sich die Stříbrná hora (531 m n.m.) und die Hora (486 m n.m.), im Westen der Královec (457 m n.m.). Gegen Südosten erstreckt sich der Naturpark Rokytná. Durch den Ort verläuft die Staatsstraße II/361 zwischen Jevišovice und Jaroměřice nad Rokytnou.
Nachbarorte sind Boňov, Příložany und Horní Dvůr im Norden, Myslibořice und Krhov im Nordosten, Udeřice, Bačice und Radkovice u Hrotovic im Osten, Biskupice, Pulkov und Rozkoš im Südosten, Kyničky und Jiřice u Moravských Budějovic im Süden, Hostim, Zvěrkovice und Ohrazenice im Südwesten, Blatnice im Westen sowie Bohušice, Královec, Jaroměřice nad Rokytnou und Štěpánovice im Nordwesten.

## Geschichte
Die erste schriftliche Erwähnung von Preschep erfolgte im Jahre 1190 in der Klosterbrucker Stiftungsurkunde. Zu den Besitzungen des PrämonstratenserStifts gehörte das Dorf bis zum Beginn des 13. Jahrhunderts. Im Jahre 1480 war Příštpo Sitz des Ctibor von Jackov. Später erwarben die Bítovský von Lichtenburg das Gut und schlossen es an die Herrschaft Hostim an. Im Jahre 1498 belehnte König Vladislav II. Jagiello Heinrich von Lichtenburg und dessen Sohn mit der Burg Bítov und weiteren Gütern, darunter auch Příštpo. Im Jahre 1520 wurde das Dorf als Przisstczpo, 1528 als Przisstpo, 1550 als Przisstpa und 1570 als Pržysstpo bezeichnet. Nach dem Tode des Zdenko Bítovský von Lichtenburg wurde das Gut 1563 als Teil der Herrschaft Hostim an den mährischen Obersthofrichter Wenzel Hodický von Hoditz verkauft. Dieser tauschte die Herrschaft ein Jahr später bei Jiří Valecký von Mírov gegen Mißlitz ein. Valecký bewirtschaftete die Herrschaft wenig erfolgreich, und es begann ihr Ausverkauf. Den verbliebenen Rest vermachte er 1590 seiner Frau Kateřina Zelená von Říčany als Witwenteil, die den Besitz 1591 in ihre zweite Ehe mit Ladislaus von Schleinitz einbrachte. Im 17. Jahrhundert wurde das Gut Příštpo von der Herrschaft Hostim abgetrennt und der Herrschaft Jaroměřice zugeschlagen. Nachfolgende Besitzer waren die Herren von Questenberg. Im Hufenregister (Lánský rejstřík) sind für Prispach 18 Anwesen aufgeführt, von denen drei infolge des Dreißigjährigen Krieges wüst lagen. Letztere wurden bis 1671 wieder neu besiedelt. Zu dieser Zeit bestand Pržispach aus elf Hüfnern, einem Halbhüfner und sechs Häuslern. Das älteste Ortssiegel stammt von 1716; es zeigt vier Nadelbäume auf einem Felsen und trägt die Inschrift * SIGILLVM . PAGI . PRISTPO. Nach dem Theresianischen Kataster waren im Jahre 1718 zwölf Bauern und fünf Chalupner aus Pržispach auf dem örtlichen Meierhof robotpflichtig. Aus dem Jahre 1720 ist der Ortsname Przisbach und von 1751 Pržibach überliefert. 1752 erwarben die Herren von Kaunitz die Herrschaft Jarmeritz. 1775 beteiligten sich die Leibeigenen am Bauernaufstand, der die ganze Herrschaft erfasste. 1798 wurde das Dorf als Pržisbach bezeichnet. Der Meierhof Pržisbach war 1821 Ausgangspunkt eines weiteren Bauernaufstandes, der auch Teile der Herrschaft Znaim erfasste. Im Auftrag der Aufständischen verfasste der Lehrer Jakub Coufal eine Petition zur Abschaffung der Robot an Kaiser Franz I., für die er verhaftet wurde. Der Bau des Schulhauses erfolgte 1827. 1843 bestand Przisbach aus 70 Häusern und hatte 421 Einwohner, die in 92 Haushalten lebten. Im Dorf gab es einen obrigkeitlichen Meierhof mit einer Schäferei und einer Mühle mit Brettsäge sowie ein Forsthaus und eine Schule. Pfarrort war Jarmeritz. Bis zur Mitte des 19. Jahrhunderts blieb Przisbach der Herrschaft Jarmeritz untertänig.
Nach der Aufhebung der Patrimonialherrschaften bildete Přispach, Přispa, Přistpo bzw. Přistba ab 1850 einen Ortsteil der Gemeinde Příložany im Gerichtsbezirk Jarmeritz. Zu dieser Zeit hatte das Dorf 471 tschechischsprachige Einwohner. Im Jahre 1867 löste sich Přispach von Příložany los und bildete eine eigene Gemeinde.
1868 wurde Přispach Teil des Bezirkes Znaim. Am Übergang vom 19. zum 20. Jahrhundert wurde der Gemeindename mehrmals geändert: Przispach bzw. Příšťba (1872), Příšťpo (1881), Przisbach bzw. Přísba (1885), Přispach, Příšbo bzw. Příspa (1906) und Přispach bzw. Přístbo (1915). 1880 lebten in den 94 Häusern des Dorfes 535 Personen. 1894 wurde das neue Schulhaus fertiggestellt, ein Jahr später begann der zweiklassige Unterricht. Im Jahre 1896 wurde die Gemeinde dem neugebildeten Bezirk Mährisch Budwitz zugeordnet.
Beim Zensus von 1921 bestand das Dorf aus 120 Häusern und hatte 614 Einwohner. Der heutige Ortsname Přístpo wird seit 1924 verwendet. Im gleichen Jahr wurde die Freiwillige Feuerwehr gegründet. 1930 bestand Přístpo aus 126 Häusern und hatte 605 Einwohner. Die Elektrifizierung erfolgte 1930. Im Jahre 1950 lebten in den 143 Häusern der Gemeinde 452 Personen. Nach der Auflösung des Okres Moravské Budějovice kam die Gemeinde 1960 zum Okres Třebíč. Die Schule wurde 1975 geschlossen. Zwischen 1980 und 1992 war Přístpo nach Jaroměřice nad Rokytnou eingemeindet.
Nordwestlich von Přístpo befand sich am Královec ein ausgedehnter Steinbruch, in dem maschinell der Granit und Durbachit des Trebitscher Massivs (Třebíčský masív) abgebaut wurde. Der Betrieb wurde um 2010 eingestellt.

## Gemeindegliederung
Für die Gemeinde Příštpo sind keine Ortsteile ausgewiesen. Zu Příštpo gehört die Ansiedlung Královec (Kralowetz).

## Sehenswürdigkeiten
- Kapelle am Dorfplatz
- Drei Wegekreuze in der Umgebung des Dorfes
- Gefallenendenkmal, errichtet 1945
- Unterhalb von Příštpo bildet das mäandrierende, teils felsige Tal der Rokytná mit den angrenzenden Waldgebieten den Naturpark Rokytná. Darin befindet sich das seit 1988 bestehende Naturreservat Jedlový les a údolí Rokytné (ursprünglich V jedlí) mit einer Fläche von 47,6 ha, auf der u. a. Kleine Schneeglöckchen, Bärlauch, Hohe Schlüsselblumen und Braunrote Stendelwurz vorkommen.
- Steinbruchsee am Královec